# Połski Trymbesz

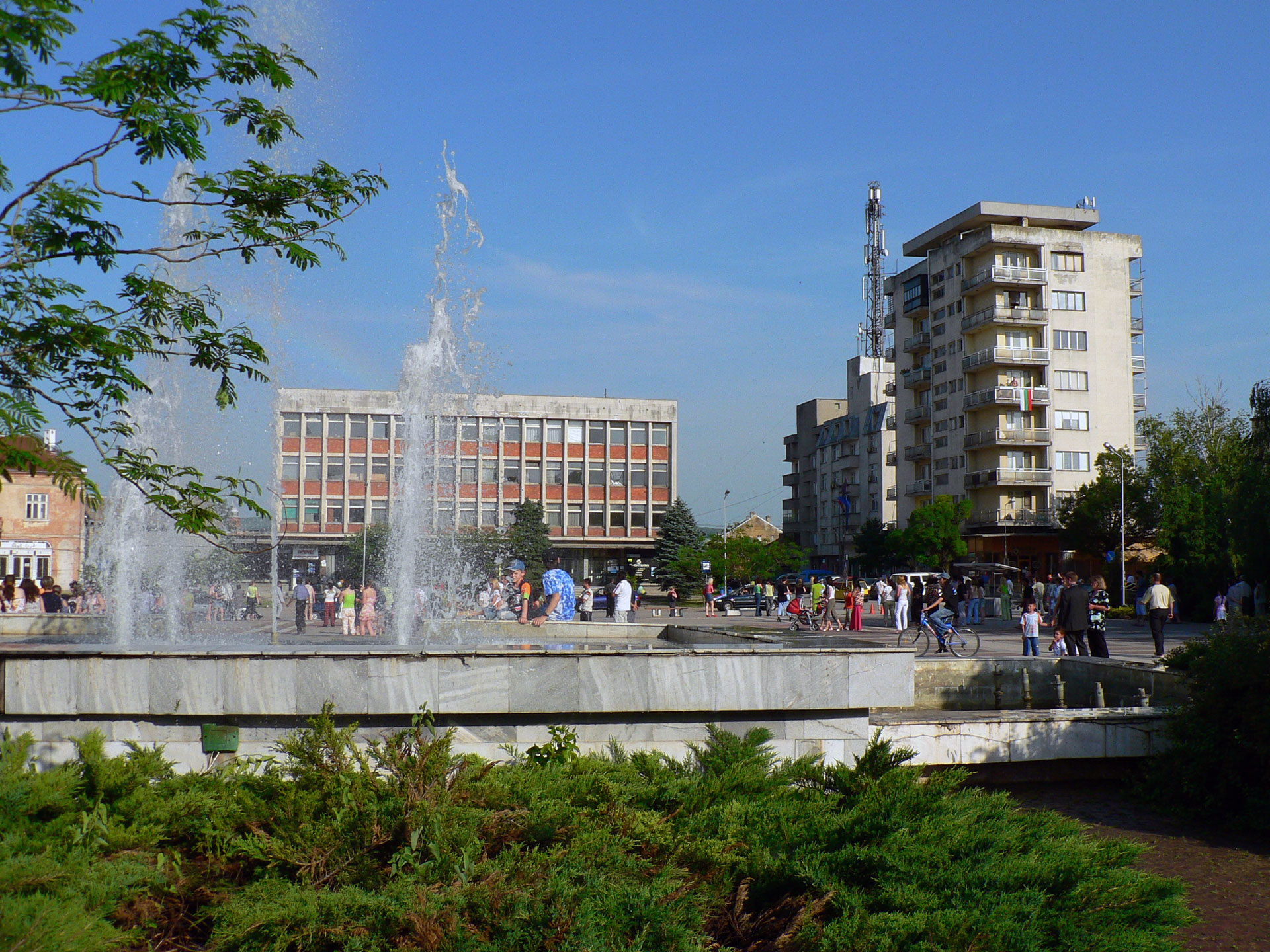
Widok na miasto

Połski Trymbesz (bułg. Полски Тръмбеш) – miasto w Bułgarii, w obwodzie Wielkie Tyrnowo, siedziba gminy Połski Trymbesz. W 2019 roku liczyło 3 829 mieszkańców.